# Старое Ибраево
Старое Ибраево (баш. Иҫке Ибрай) — деревня в Ибраевском сельсовете Аургазинского района Республики Башкортостан России.

## История
В «Списке населенных мест по сведениям 1870 года», изданном в 1877 году, населённый пункт упомянут как деревня Ибраева (Узеньбаш, Новые Узян-Вершины) 1-го стана Стерлитамакского уезда Уфимской губернии. Располагалась при речке Узяне, по правую сторону Оренбургского почтового тракта из Стерлитамака в Уфу, в 55 верстах от уездного города Стерлитамака и в 18 верстах от становой квартиры в деревне Толбазы (Адиль-Муратова). В деревне, в 80 дворах жили 607 человек (306 мужчин и 301 женщина, татары, тептяри), были мечеть, училище. Жители занимались земледелием, скотоводством, лесным промыслом. 

## Население
| 2002 | 2009 | 2010 |
| ---- | ---- | ---- |
| 283  | ↗288 | ↘234 |

Согласно переписи 2002 года, преобладающие национальности — башкиры (45 %), тептяри (с родным языком татарским) (34 %).

## Географическое положение
Расстояние до:
- районного центра (Толбазы): 16 км,
- центра сельсовета (Новофёдоровка): 2 км,
- ближайшей железнодорожной станции (Белое Озеро): 31 км.